# Michel (HSK-9)
«Міхель» (HSK-9) був допоміжним крейсером Крігсмаріне нацистської Німеччини, який діяв як торговий рейдер під час Другої світової війни. Побудований компанією Danziger Werft у Данцигу в 1938/39 роках як вантажне судно «Бельско» для польської Gdynia-America-Line, він був реквізований Крігсмаріне на початку Другої світової війни та перетворений на госпітальне судно «Бонн». Влітку 1941 року він був переобладнаний у допоміжний крейсер «Міхель» і прийнятий на службу 7 вересня 1941 року. Відомий як Schiff 28, його позначення Королівського флоту було Raider H. Він був останнім німецьким рейдером Другої світової війни, який діяв на торгових шляхах.

## Будівництво та переобладнання
Коли допоміжний крейсер «Віддер» повернувся з походу до Німеччини, його двигуни були майже зношені. Госпітальне судно «Бонн» був переобладнаний у допоміжний крейсер і встановив зброю, яку використовував «Віддер».

## Перший рейдерський похід
Хоча планувалося, що «Міхель» вирушить у похід у листопаді 1941, він зміг відплисти лише у березні 1942 через затримки з переобладнанням. 
Інші успіхи виникнули, коли «Міхель» перетнув Південну Атлантику та увійшов до Індійського океану. Після успішного походу, який тривав одинадцять з половиною місяців, він прибув до Японії в березні 1943 року, висадивши врятованих моряків союзників у Сінгапурі.
Протягом 346 днів у морі «Міхель» перехопив та потопив 15 торгових суден союзників загальною тоннажністю 98 586 реєстрових тон.